# Edoardo Bennato
Edoardo Bennato (Nápoles, 23 de julio de 1946) es un cantautor y multiinstrumentista italiano. Ya muy conocido en su país, dio fama a nivel mundial, a partir de 1990, junto a la cantante de rock Gianna Nannini, al interpretar a dúo la célebre canción  «Un'estate italiana» (Un verano italiano), que fue utilizada al efecto de servir como canción oficial del Mundial 1990.

## Biografía
Nacido en el barrio napolitano de Bagnoli de Carlo Bennato y Adele Zito, de niño con sus hermanos menores Eugenio y Giorgio formó la banda Trio Bennato, actuando en varios lugares de Nápoles y también en el programa de televisión Il nostro piccolo mondo. Los tres hermanos realizaron una serie de shows en un crucero a Sudamérica y luego en Venezuela, apareciendo también en el programa de televisión El Show de las Doce, transmitido por Canal 7. Tras participar en el Festival de Castrocaro en 1965, Edoardo se mudó a Milán para estudiar arquitectura en el Politécnico a la edad de 18 años. Aquí entró en contacto con el mundo de la grabación; su primer sencillo fue publicado en el año 1966 y fue considerado como uno de los compositores más creativos e innovadores de su tiempo. Su música se distinguió por ser una mezcla imaginativa de blues, rock and roll, e inclusive influencias como la ópera. Antes de ser conocido por «Un'estate italiana», había editado un total de catorce discos, que solo fueron éxitos en su país natal. Luego de ser sorteado con Gianna Nannini para interpretar la canción oficial de la copa del mundo de su país, en el año 1990 grabaron el videoclip con imágenes del mundial anterior. Después del éxito de la canción y hasta la actualidad, Bennato editó 31 trabajos discográficos, por un total de 43.

## Discografía

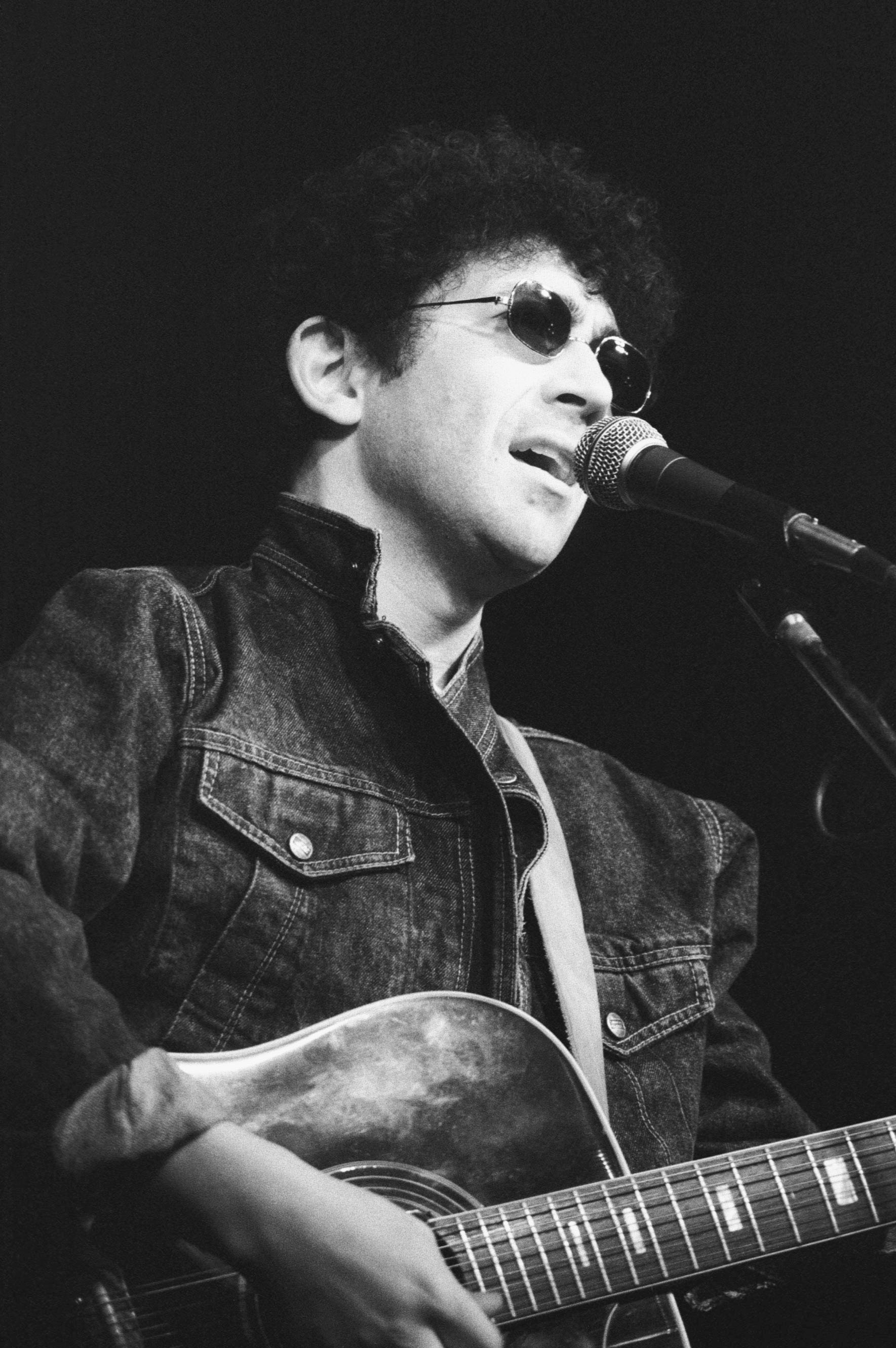
Bennato en 1985.

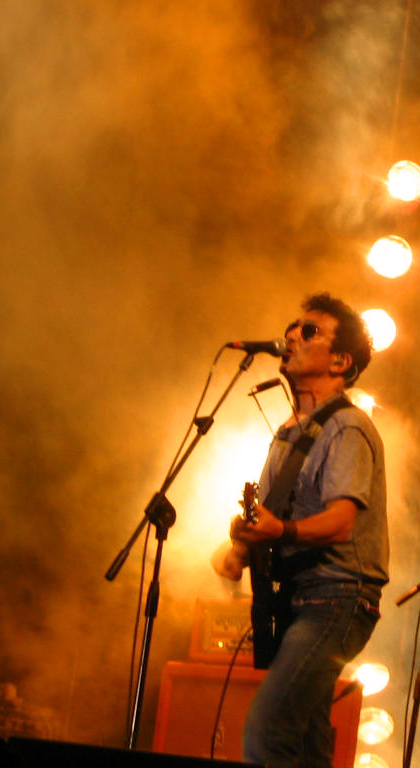
Bennato en 2007.

- Non farti cadere le braccia (1973)
- I buoni e i cattivi (1974)
- Io che non sono l'imperatore (1975)
- La torre di Babele (1976)
- Burattino senza fili (1977)
- Uffà! Uffà! (1980)
- Sono solo canzonette (1980)
- È arrivato un bastimento (1983)
- È goal! (Edoardo Bennato live) (1984)
- Kaiwanna (1985)
- OK Italia (1987)
- Edoardo live (1987)
- Il gioco continua (mini LP) (1988)
- Abbi dubbi (1989)
- Edo rinnegato (1990)
- Capitan Uncino (1992)
- Il paese dei balocchi (1992)
- È asciuto pazzo 'o padrone (1992)
- Se son rose fioriranno (1994)
- Le ragazze fanno grandi sogni (1995)
- All the best (1996)
- Quartetto d'archi (1996)
- Le origini (1996)
- Sbandato (1998)
- Gli anni settanta (2 CD) (1998)
- Sembra ieri (2000)
- Afferrare una stella (2001)
- Il principe e il pirata (2001)
- L'isola che non c'è (2002)
- L'uomo occidentale (2003)
- Totò Sapore e la magica storia della pizza (2003)
- La fantastica storia del Pifferaio Magico (2005)
- Salviamo il salvabile (2006)
- Canzoni tour 2007 (2007)
- Canzoni tour 2008 (2008)
- Tutto Edo Cantautore (2009)
- Le vie del rock sono infinite (2010)
- MTV Classic Storytellers (2010)
- Canzoni Tour 2011 (2011)
- Edoardo Live Tour 2012 (2012)
- Pronti a salpare (2015)
- Sono solo canzonette - the best of (2016)
- Burattino senza fili 2017 (2017)
- Live Anthology (2018)
- Non c'è (2020)